# Eva Perón (buque tanque de 2012)
El Eva Perón es un buque tanque en proceso de construcción en el Astillero Río Santiago de Ensenada (Argentina) para la empresa petrolera estatal venezolana Petróleos de Venezuela (PDVSA).
Es parte de un pedido de dos buques junto con el Juana Azurduy, también en proceso de construcción en el mismo astillero.

## Construcción y características
Es un buque tanque de doble casco, con 47 000 t de porte bruto y 183,5 m de eslora.
Como parte de un plan de ocho naves para Petróleos de Venezuela (PDVSA), fue encargado (junto con el Juana Azurduy) en julio de 2004, acordado por el entonces presidente Néstor Kirchner y su par de Venezuela, Hugo Chávez, firmaron un acta compromiso y en 2005 por el presidente Hugo Chávez, quien personalmente visitó el Astillero Río Santiago de Ensenada. el contrato que estableció la construcción de dos buques del tipo Products Tankers (Tanqueros Producteros – BT) y sus dimensiones comprenden una eslora total de 182,88 metros, una manga de 32,20 metros, 17,20 metros de puntal, 47 mil toneladas de porte bruto por un monto de 112 millones de dólares para ser entergados en 2008, en abril de 2012 ARS logró un incremento de 39 millones de dólares, por las dos unidades.  y se esperaba su finalización para 2009. Iniciada la construcción, la nave se esperaba su botadura en 2012,
Sin embargo, la construcción sufrió un retraso de varios años y llegó a 2015 sin haber finalizado, en 2019, el presidente Nicolás Maduro anunció la falsa finalización tanto del Eva Perón como del Juana Azurduy. Por su parte, el presidente del Astillero anunció en 2021 el reinicio de la construcción, el presidente Fernández justificó los retrazos por los problemas del covid-19 y las sanciones que sufría Venezuela en octubre de 2021.